# لوكاس سيبالوس (لاعب كرة قدم أرجنتيني)
لوكاس سيبالوس (بالإسبانية: Lucas Ceballos)‏ هو لاعب كرة قدم أرجنتيني، ولد في 3 يناير 1987 في سان خوان في الأرجنتين. لعب مع سبورتيفو ديسامبارادوس ونادي أتليتيكو كولون.

## وصلات خارجية
- لوكاس سيبالوس (لاعب كرة قدم أرجنتيني) على موقع قاعدة بيانات كرة القدم.إي يو (الإنجليزية)
- لوكاس سيبالوس (لاعب كرة قدم أرجنتيني) على موقع Soccerway.com (الإنجليزية)